# Yellow Dog Linux
Yellow Dog Linux was een Linuxdistributie voor de PlayStation 3 en de PowerPC-architectuur. Als desktopomgeving kon GNOME, KDE of Xfce gebruikt worden. Standaard maakte Yellow Dog Linux gebruik van de windowmanager Enlightenment. Yellow Dog Linux werd ontwikkeld door Fixstars Solutions.

## Versiegeschiedenis
Volgende versies werden reeds uitgebracht:
| Versie     | Naam    | Datum             | Kernelversie | Opmerkingen                                                                                   |
| ---------- | ------- | ----------------- | ------------ | --------------------------------------------------------------------------------------------- |
| 1.1        |         | 8 maart 1999      | 2.2.15       |                                                                                               |
| 1.2        |         | 4 maart 2000      | 2.2.19       |                                                                                               |
| 2.0        | Pomona  | 17 maart 2001     | 2.4.10       |                                                                                               |
| 2.1        | Fuji    | 17 oktober 2001   | 2.4.18       |                                                                                               |
| 2.2        | Rome    | 22 maart 2002     | 2.4.19       |                                                                                               |
| 2.3        | Dayton  | 23 juni 2002      | 2.4.20       |                                                                                               |
| 3.0        | Sirius  | 19 maart 2003     | 2.4.22       |                                                                                               |
| 3.0.1      | Sirius  | 17 september 2003 | 2.4.22       | Lost probleem met RPM's in versie 3.0 op                                                      |
| 4.0        | Orion   | 29 september 2004 |              |                                                                                               |
| 4.1        | Sagitta | 2 februari 2006   | 2.6.15-rc5   |                                                                                               |
| 5.0        | Phoenix | 27 november 2006  | 2.6.16       | Ondersteuning voor PlayStation 3 (Cell-processor)                                             |
| 5.0.1      | Phoenix | 27 maart 2007     | 2.6.17       |                                                                                               |
| 5.0.2      | Phoenix | 14 juni 2007      | 2.6.22-rc4   | Ondersteuning voor IBM pSeries                                                                |
| 6.0        | Pyxis   | 5 februari 2008   | 2.6.23       |                                                                                               |
| 6.1        | Pyxis   | 19 november 2008  | 2.6.27       |                                                                                               |
| 6.1        | Pyxis   | 1 februari 2009   | 2.6.28       |                                                                                               |
| 6.2        | Pyxis   | 29 juni 2009      | 2.6.29       | Verbeterde ondersteuning voor draadloos internet                                              |
| 6.2.1-CUDA | Pyxis   | 2 maart 2010      | 2.6.29       | De eerste versie specifiek voor CUDA. Officiële naam is Yellow Dog Linux Enterprise for CUDA. |
| 6.3-CUDA   | Pyxis   | 14 februari 2011  |              | Officiële naam is Yellow Dog Linux Enterprise for CUDA                                        |